# STX (기업)
주식회사 STX(STX Corp.)는 조선업과 무역업을 영위하는 코스피 상장기업이다. STX그룹의 모기업이기도 하다. 1976년 쌍용중기로 설립하여, 1980년 쌍용중공업으로 상호가 바꾸었고, 2001년 쌍용그룹으로부터 계열분리가 되며 현재의 상호로 바꾸었다. 본사는 경상남도 창원시 성산구 중앙대로 105 (중앙동)에 있고 등기상 주소는 서울특별시에 있다.
매출구성은 조선, 기계, 철강 53%, 에너지원료 및 곡물 44% 등으로 구성된다. 2012년 들어 큰폭으로 적자전환을 하며 2013년에는 1조 6천억원에 달하는 적자를 냈고, 같은해 말에는 완전자본잠식에 빠졌다. 2014년 5월에는 관리종목으로 지정되었으며, 2014년 10월에는 감자 결정으로 주가가 폭락했다. 구 본사였던 STX남산타워는 2016년 6월 22일 LG그룹이 인수해서 LG서울역빌딩으로 이름이 바꾸었다.
산업은행 등 은행채권단 자율협약 이후 서충일 前 대표이사의 인사청탁, 부실경영(경영평가등급 E), 직장 내 성희롱 불이익조치, 접대비 유용 등 각종 모럴해저드로 이름을 알리고 있다.
서충일 前 대표이사는 홍준표 및 장충기 등의 하숙집 동문으로 알려져 있다.

## 연혁
- 1976년 12월: 쌍용중기 주식회사 설립
- 1978년 12월: 공장 준공
- 1980년 10월: 디젤 엔진 전문생산업체 선정, 쌍용중공업으로 상호변경
- 1988년 11월: 특수용 엔진 전용 공장 설립
- 1989년 5월: 엔진 기술 연구소 설립
- 1990년 9월: 기업 공개
- 2000년 12월 15일: 최대주주변동 쌍용양회공업(주)->한누리투자증권(주)
- 2001년 1월 2일: 쌍용그룹으로부터의 계열분리
- 2001년 5월 1일: 상호변경 쌍용중공업->(주)STX
- 2001년 5월 25일: 단순분할 주식회사 ENPACO(현, STX메탈)
- 2001년 12월: 대동조선(주)(현,케이조선(주)) 인수
- 2002년 11월 23일: 산단열병합발전(주) 인수
- 2005년 10월 25일: (주)포스 합병(소규모합병)
- 2006년 10월: STX(대련)조선유한공사 투자 결정
- 2006년 10월: 마다가스카르 암바토비 니켈광 개발사업 참여 결정
- 2007년 1월: 해외전환사채 전환
- 2007년 3월: STX Middle East Inc. 설립 투자
- 2008년 3월 21일: 대표이사 변경: 강덕수, 홍경진 -> 강덕수, 이종철
- 2010년 3월 26일: 대표이사 변경: 강덕수,이종철 -> 강덕수,이종철,김대유
- 2011년 3월 25일: 대표이사 변경: 강덕수,이종철,김대유 -> 강덕수,이종철,김대유,추성엽
- 2011년 4월 1일: STX마린서비스(주) 물적분할
- 2016년 1월 16일: 서충일 대표, 삼성 장충기에게 "형님"이라 부르며 대표 연임을 청탁하는 문자를 보냄
- 2016년 3월 31일: 서충일 대표, 1년 연임
- 2023년 9월 1일: (주)STX그린로지스 인적분할

## 같이 보기
- STX그룹

## 본점 및 지점 현황
- 본점: 경상남도 창원시 성산구 중앙대로 105 (중앙동)
- 서울사무소: 서울특별시 중구 청계천로 100 (수표동, 시그니처타워)

## 언론보도
1. 공적자금 STX... '접대비는 쌈짓돈' (https://newstapa.org/34985)
2. [STX접대비①] 흥청망청 법인카드… 기업회생 뒷전 (https://newstapa.org/34977)
3. [STX접대비②] 감사부서도 접대비 부당 사용… 내부 문제제기는 ‘묵살’ (https://newstapa.org/34967)
4. [STX접대비③] STX, 기자 접대비로 하룻밤 수백만원 써 (https://newstapa.org/34940)
5. 뉴스타파 - [장충기 문자 대공개] 장충기, 산업은행 통해 STX 인사 개입 정황 (https://www.youtube.com/watch?v=IsJriLQGlyc)